# Территориальный спор между Пунтлендом и Сомалилендом
Территориальный спор между Пунтлендом и Сомалилендом охватывает территорию северной части Сомали, разделяющей непризнанные государственные образования Пунтленд и Сомалиленд. Это провинции Соль, Санаг и Айн (сомал. Cayn) (SSC). На спорной территории регулярно возобновляются военные действия и образуются ещё государственные и автономные образования, такие как Нортленд (2007—2009), Сул-Санааг-Айн (2010—2012), Хатумо (после 2012), Маахир (2007—2009). Одной из причин постоянно возобновляемых многосторонних конфликтов является наличие обширных нефтяных полей на спорных территориях.

## Конфликт

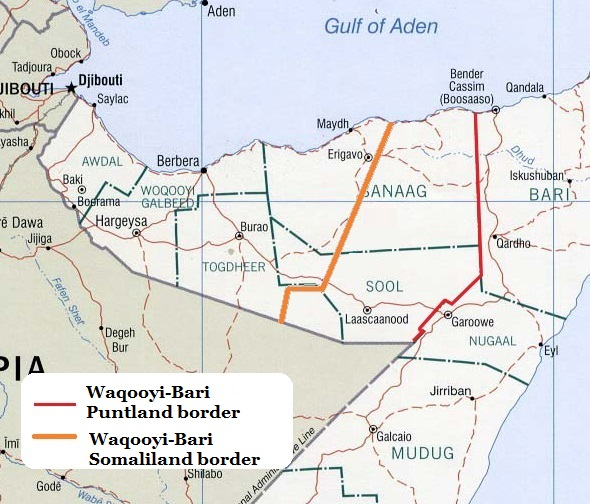
Территориальный конфликт между Пунтлендом и Сомалилендом

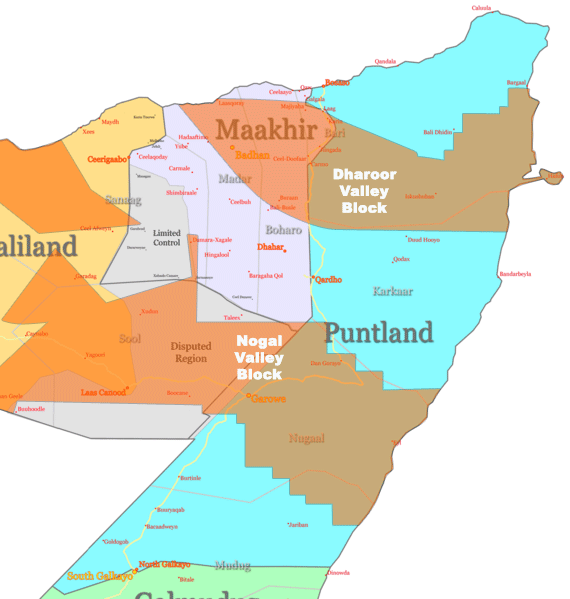
Месторождения нефти в Пунтленде

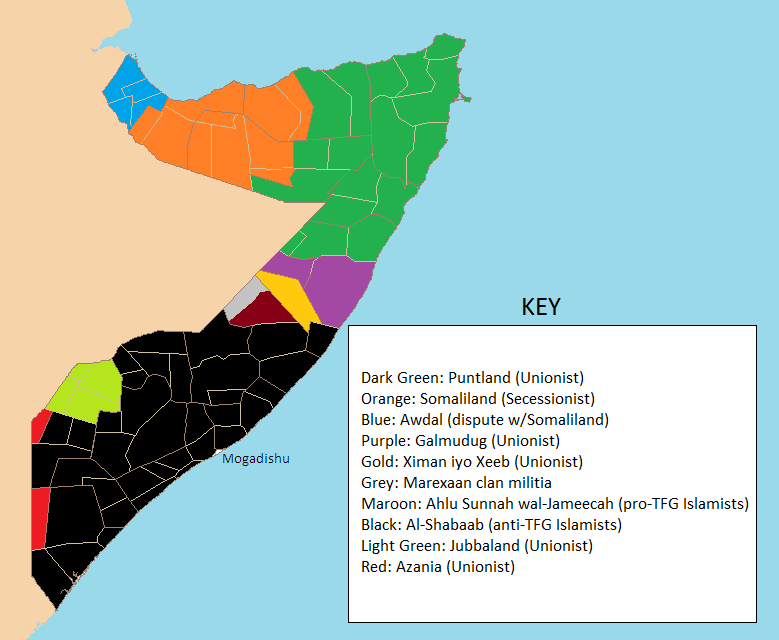
Политическая ситуация в Сомали на март 2011 года

### Подоплёка
Истоки территориального спора тянутся с 1998 года, когда образовалось государство Пунтленд и провозгласило своей территорией весь спорный регион. Перед этим с 1991 года о праве на эту территорию заявлял Сомалиленд.
Претензии Пунтленда основывались на том, что Соль, Санаг и Айн (регион) (SSC) связаны с доминирующей в Пунтленде племенной группой Дарод и в частности кланом Долбоханта в составе Дарода (см. карту расселения племён). Претензии Сомалиленда основывались на том, что эти земли ранее входили в британский протекторат, а государство Сомалиленд объявило себя правопреемником прежней британской колонии. Военные столкновения между силами обоих государств приводили к многочисленным жертвам, при этом захватывались заложники, которые обменивались друг на друга.

### Санаг
Санаг — крупный северный регион, который и Пунтленд, и Сомалиленд считают своей территорией.
Переходное федеральное правительство Сомали также вмешивалось в ситуацию в Санаге с 2004 года и добилось военных успехов в 2006—2007 годах (см. Сомалийская война). Заверения Переходного правительства о суверенности территории в 2007 году вызвало беспорядки в Сомалиленде.
1 июля 2007 года на части территории провинции Санаг было провозглашено новое государство Маахир, руководство которого объявило о независимости как от Пунтленда, так и от Сомалиленда, но в январе 2009 года Маахир был занят войсками Пунтленда и включён в Пунтленд.
20 июля 2013 года было заключено соглашение между старейшинами юга провинции Санаг и администрацией Сомалиленда. Это привело к переходу 500—800 бойцов на сторону Сомалиленда, что власти Сомалиленда расценивали как попытку укрепить мир и безопасность в регионе.
12 июня 2014 армия Сомалиленда в сопровождении тяжёлого вооружения заняла город Хингалол, что (согласно информации с пунтлендской стороны) нарушало предварительное соглашение со старейшинами и сопровождалось давлением на старейшин региона.

### Соль
Соль — центральный регион спорной территории c нефтяными полями, который и Пунтленд, и Сомалиленд считают своей территорией. В 2006 году Союз исламских судов (СИС) включил регион в свою систему судов шариата, однако до провинции военные силы СИС так и не дошли.
Во времена правления Сиада Барре Соль не был самостоятельной провинцией, а входил в Нугаль со столицей Гароуэ. Соль был выделен в отдельный регион в 1980-е годы.
С 2003 года по октябрь 2007 Соль находился под контролем Пунтленда.
Политическая ситуация в провинции остаётся сложной, с 2012 года часть провинции входит в государство Хатумо с центром в районе Талех, столица Ласъанод находится под контролем Сомалиленда.

### Айн
Провинция Айн (регион) с центром в Буходле также оспаривается Пунтлендом и Сомалилендом. С точки зрения Сомалиленда область Айн, на которую претендует Пунтленд, является частью провинции Тогдер, и эту часть провинции Путленд включил в свою территорию в 1998 году.
15 мая 2010 совместные войска Сомалиленда и Эфиопии в преддверии президентских выборов в Сомалиленде в июне провели зачистку Буходле и нескольких населённых пунктов от пунтлендской милиции. Во время стычек с милицией погибло по меньшей мере 13 человек, было ранено 33 человека.

## Вооружённые столкновения

### Захват Ласъанода
В октябре 2007 года конфликт сконцентрировался вокруг контроля за городом Ласъанод. Началось с того, что Сомалиленд укрепился к западу в городе Адхикадее (Adhicadeeye), а Пунтленд стал постепенно собирать силы для контратаки. Слабая экономическая ситуация Пунтленда и напряжённые обязательства по поводу военного сотрудничества с Могадишу не давали возможность быстрого реагирования. Сомалиленд, воспользовавшись ситуацией, взял Ласъанод под контроль и переместил туда администрацию провинции Соль. Сообщалось, что 10—20 человек при этом были убиты.

### Битвы 2010 года
В 2010 году эфиопские и сомалилендские силы перед президентскими выборами в Сомалиленде нейтрализовали милицию сторонников автономии в провинции Соль.  Эфиопские войска хотели проникнуть в Южное Сомали, чтобы атаковать исламистов, но развивать операцию в Сомалиленде им не имело смысла, так как Сомалиленд был более стабильным, чем всё остальное Сомали.
Серия столкновений произошла в провинции Айн, когда эфиопские и сомалилендские силы перед президентскими выборами в Сомалиленде выступили против пунтлендской милиции из племени Дулбаханте. Эфиопская армия конфисковала милицейский грузовик, что вызвало реакцию милиции, и в ответ эфиопские войска атаковали Буходле, а сомалилендские войска атаковали Уидуид 19 июля 2010 года.

### Последующие столкновения
Столкновения регулярно возникают преимущественно между Сомалилендом и автономией.
14 апреля 2014 года сомалилендские войска при поддержке тяжёлой техники заняли город Талех и округ вокруг него — центр государства Хатумо, разрезав таким образом территорию Хатумо на две части.
11 июня 2014 сомалилендские войска заняли город Хингалол в провинции Санаг.
28 августа 2014 года было сообщено о вторжении сомалилендской милиции деревни Сахдхер (Sahdheer) на эфиопской границе к югу от Ласъанода во время праздника инаугурации c представителями Могадишу и других государственных образований Сомали. Вторжение сопровождалось стрельбой, пожаром и жертвами, некоторые жители спасались бегством в Эфиопию.
Продвижение Сомалиленда приводит к раздроблению территории государства Хатумо, которая контролируется местной клановой милицией.